# Wekerlefalva
Wekerlefalva (szerbül Нова Гајдобра / Nova Gajdobra, németül Wekerledorf) település Szerbiában, a Vajdaságban, a Dél-bácskai körzetben, Palánka községben.

## Fekvése
Palánkától 10 km-re északkeletre, Szépliget déli szomszédjában fekvő település.

## Története
Wekerlefalva 1885-ben alakult nagyközséggé a palánkai járásban fekvő Szépligethez (Gajdobra) tartozó Kereki és Metkovics pusztákon a királyi kincstár által alapított sváb telepből, melyet 1894. decemberében a belügyminiszter engedélyével, az akkori miniszterelnök és pénzügyminiszter tiszteletére neveztek el Wekerlefalvának.
Az 1900. évi népszámláláskor Wekerlefalvának 1114 lakosa volt 219 házban. Anyanyelv szerint: 25 magyar, 1074 német, 5 szerb, 10 egyéb. Vallás szerint: 1095 római katolikus, 5 evangélikus, 14 görögkeleti ortodox.
1910-ben 993 lakosából 30 magyar, 937 német, 14 szerb volt. Ebből 971 római katolikus, 19 görögkeleti ortodox volt.
A trianoni békeszerződés előtt Bács-Bodrog vármegye Palánkai járásához tartozott.

## Népesség

### Demográfiai változások
| 1948 | 1953 | 1961 | 1971 | 1981 | 1991 | 2002 | 2011 |
| ---- | ---- | ---- | ---- | ---- | ---- | ---- | ---- |
| 1547 | 1677 | 1623 | 1433 | 1331 | 1372 | 1409 | 1220 |